# Thecla numen
Thecla numen är en fjärilsart som beskrevs av Druce 1907. Thecla numen ingår i släktet Thecla och familjen juvelvingar. Inga underarter finns listade i Catalogue of Life.